# Damernas K-1 200 meter i kanotsport vid olympiska sommarspelen 2020
Damernas K-1 200 meter vid olympiska sommarspelen 2020 hölls mellan 2 och 3 augusti 2021 på Sea Forest Waterway i Tokyo.
Det var tredje gången grenen fanns med vid sommar-OS, efter att ha ersatt C-2 500 meter 2012. Grenen är en tävling i enmanskajak (K1) på en distans över 200 meter.

## Resultat

### Försöksheat
De två högst placerade gick direkt vidare till semifinal medan övriga gick till kvartsfinal.
| Placering | Bana | Kanotist                | Land      | Tid    | Noteringar |
| --------- | ---- | ----------------------- | --------- | ------ | ---------- |
| 1         | 5    | Emma Jørgensen          | Danmark   | 41,572 | SF         |
| 2         | 4    | Francesca Genzo         | Italien   | 42,198 | SF         |
| 3         | 2    | Anamaria Govorčinović   | Kroatien  | 42,901 | QF         |
| 4         | 3    | Mariia Kichasova-Skoryk | Ukraina   | 44,564 | QF         |
| 5         | 1    | Khaoula Sassi           | Tunisien  | 45,101 | QF         |
| 6         | 7    | Jade Tierney            | Cooköarna | 48,271 | QF         |
| 7         | 6    | Amira Kheris            | Algeriet  | 48,306 | QF         |

| Placering | Bana | Kanotist            | Land      | Tid    | Noteringar |
| --------- | ---- | ------------------- | --------- | ------ | ---------- |
| 1         | 3    | Dóra Lucz           | Ungern    | 41,098 | SF         |
| 2         | 5    | Marta Walczykiewicz | Polen     | 41,100 | SF         |
| 3         | 4    | Linnea Stensils     | Sverige   | 41,109 | QF         |
| 4         | 7    | Ma Qing             | Kina      | 42,706 | QF         |
| 5         | 1    | Joana Vasconcelos   | Portugal  | 43,059 | QF         |
| 6         | 6    | Léa Jamelot         | Frankrike | 43,589 | QF         |
| 7         | 2    | Samaa Ahmed         | Egypten   | 47,272 | QF         |

| Placering | Bana | Kanotist           | Land           | Tid    | Noteringar |
| --------- | ---- | ------------------ | -------------- | ------ | ---------- |
| 1         | 5    | Teresa Portela     | Spanien        | 40,812 | SF         |
| 2         | 3    | Anna Kárász        | Ungern         | 41,127 | SF         |
| 3         | 4    | Deborah Kerr       | Storbritannien | 41,168 | QF         |
| 4         | 7    | Helena Wiśniewska  | Polen          | 41,407 | QF         |
| 5         | 1    | Andréanne Langlois | Kanada         | 41,525 | QF         |
| 6         | 6    | Brenda Rojas       | Argentina      | 43,802 | QF         |
| 7         | 2    | Anne Cairns        | Samoa          | 46,795 | QF         |

| Placering | Bana | Kanotist           | Land      | Tid    | Noteringar |
| --------- | ---- | ------------------ | --------- | ------ | ---------- |
| 1         | 3    | Yin Mengdie        | Kina      | 41,688 | SF         |
| 2         | 5    | Teresa Portela     | Portugal  | 42.050 | SF         |
| 3         | 6    | Vanina Paoletti    | Frankrike | 42.334 | QF         |
| 4         | 4    | Natalia Podolskaja | ROC       | 42.845 | QF         |
| 5         | 7    | Yuliia Yuriichuk   | Ukraina   | 43.760 | QF         |
| 6         | 1    | Sara Milthers      | Danmark   | 43.863 | QF         |
| 7         | 2    | Yuka Ono           | Japan     | 45.251 | QF         |

#### Heat 5
| Placering | Bana | Kanotist                | Land           | Tid    | Noteringar |
| --------- | ---- | ----------------------- | -------------- | ------ | ---------- |
| 1         | 5    | Lisa Carrington         | Nya Zeeland    | 40,715 | SF         |
| 2         | 2    | Svetlana Chernigovskaya | ROC            | 41,540 | SF         |
| 3         | 4    | Milica Novaković        | Serbien        | 41,579 | QF         |
| 4         | 3    | Emily Lewis             | Storbritannien | 42,038 | QF         |
| 5         | 6    | Michelle Russell        | Kanada         | 42,236 | QF         |
| 6         | 1    | Natalya Sergeyeva       | Kazakstan      | 46,657 | QF         |

### Kvartsfinaler
De två högst placerade gick vidare till semifinal medan övriga blev utslagna.
| Placering | Bana | Kanotist                | Land      | Tid    | Noteringar |
| --------- | ---- | ----------------------- | --------- | ------ | ---------- |
| 1         | 2    | Andréanne Langlois      | Kanada    | 41,728 | SF         |
| 2         | 4    | Ma Qing                 | Kina      | 42,321 | SF         |
| 3         | 5    | Anamaria Govorčinović   | Kroatien  | 43,307 |            |
| 4         | 6    | Joana Vasconcelos       | Portugal  | 43,379 |            |
| 5         | 1    | Sara Milthers           | Danmark   | 43,675 |            |
| 6         | 3    | Mariia Kichasova-Skoryk | Ukraina   | 44,247 |            |
| 7         | 8    | Samaa Ahmed             | Egypten   | 47,882 |            |
| 8         | 7    | Jade Tierney            | Cooköarna | 49,290 |            |

| Placering | Bana | Kanotist          | Land      | Tid    | Noteringar |
| --------- | ---- | ----------------- | --------- | ------ | ---------- |
| 1         | 5    | Linnea Stensils   | Sverige   | 41,313 | SF         |
| 2         | 4    | Milica Novaković  | Serbien   | 41,340 | SF         |
| 3         | 3    | Helena Wiśniewska | Polen     | 41,559 |            |
| 4         | 7    | Léa Jamelot       | Frankrike | 43,338 |            |
| 5         | 2    | Yuliia Yuriichuk  | Ukraina   | 43,871 |            |
| 6         | 6    | Khaoula Sassi     | Tunisien  | 45,809 |            |
| 7         | 1    | Natalya Sergeyeva | Kazakstan | 46,736 |            |
| 8         | 8    | Anne Cairns       | Samoa     | 47,141 |            |

#### Kvartsfinal 3
| Placering | Bana | Kanotist           | Land           | Tid    | Noteringar |
| --------- | ---- | ------------------ | -------------- | ------ | ---------- |
| 1         | 5    | Deborah Kerr       | Storbritannien | 42,742 | SF         |
| 2         | 2    | Michelle Russell   | Kanada         | 42,940 | SF         |
| 3         | 3    | Emily Lewis        | Storbritannien | 42,945 |            |
| 4         | 4    | Vanina Paoletti    | Frankrike      | 43,163 |            |
| 5         | 6    | Natalia Podolskaja | ROC            | 43,212 |            |
| 6         | 7    | Brenda Rojas       | Argentina      | 44,876 |            |
| 7         | 8    | Yuka Ono           | Japan          | 45,610 |            |
| 8         | 1    | Amira Kheris       | Algeriet       | 49,412 |            |

### Semifinaler
De fyra högst placerade gick vidare till A-finalen medan övriga gick till B-finalen.
| Placering | Bana | Kanotist            | Land        | Tid    | Noteringar |
| --------- | ---- | ------------------- | ----------- | ------ | ---------- |
| 1         | 3    | Lisa Carrington     | Nya Zeeland | 38,127 | FA         |
| 2         | 5    | Emma Jørgensen      | Danmark     | 38,457 | FA         |
| 3         | 6    | Marta Walczykiewicz | Polen       | 38,563 | FA         |
| 4         | 4    | Teresa Portela      | Spanien     | 38,858 | FA         |
| 4         | 8    | Linnea Stensils     | Sverige     | 38,858 | FA         |
| 6         | 2    | Teresa Portela      | Portugal    | 39,301 | FB         |
| 7         | 7    | Michelle Russell    | Kanada      | 40,224 | FB         |
| 8         | 1    | Ma Qing             | Kina        | 40,837 | FB         |

| Placering | Bana | Kanotist                | Land           | Tid    | Noteringar |
| --------- | ---- | ----------------------- | -------------- | ------ | ---------- |
| 1         | 4    | Dóra Lucz               | Ungern         | 39,713 | FA         |
| 2         | 1    | Deborah Kerr            | Storbritannien | 39,751 | FA         |
| 3         | 7    | Andréanne Langlois      | Kanada         | 39,952 | FA         |
| 4         | 3    | Francesca Genzo         | Italien        | 40,000 | FA         |
| 5         | 5    | Yin Mengdie             | Kina           | 40,069 | FB         |
| 6         | 8    | Milica Novaković        | Serbien        | 40,257 | FB         |
| 7         | 2    | Svetlana Chernigovskaya | ROC            | 40,433 | FB         |
| 8         | 6    | Anna Kárász             | Ungern         | 40,724 | FB         |

### Finaler
| Placering | Bana | Kanotist            | Land           | Tid    | Noteringar |
| --------- | ---- | ------------------- | -------------- | ------ | ---------- |
| 1         | 5    | Lisa Carrington     | Nya Zeeland    | 38,120 |            |
| 2         | 9    | Teresa Portela      | Spanien        | 38,883 |            |
| 3         | 3    | Emma Jørgensen      | Danmark        | 38,901 |            |
| 4         | 7    | Marta Walczykiewicz | Polen          | 39,170 |            |
| 5         | 1    | Linnea Stensils     | Sverige        | 39,287 |            |
| 6         | 4    | Dóra Lucz           | Ungern         | 39,442 |            |
| 7         | 8    | Francesca Genzo     | Italien        | 40,184 |            |
| 8         | 6    | Deborah Kerr        | Storbritannien | 40,409 |            |
| 9         | 2    | Andréanne Langlois  | Kanada         | 40,473 |            |

| Placering | Bana | Kanotist                | Land     | Tid    | Noteringar |
| --------- | ---- | ----------------------- | -------- | ------ | ---------- |
| 10        | 5    | Teresa Portela          | Portugal | 39,562 |            |
| 11        | 2    | Svetlana Chernigovskaya | ROC      | 39,977 |            |
| 12        | 4    | Yin Mengdie             | Kina     | 40,365 |            |
| 13        | 3    | Michelle Russell        | Kanada   | 40.527 |            |
| 13        | 6    | Milica Novaković        | Serbien  | 40,527 |            |
| 15        | 7    | Ma Qing                 | Kina     | 40,652 |            |
| 16        | 8    | Anna Kárász             | Ungern   | 41,242 |            |